# Amtsgericht Ulm

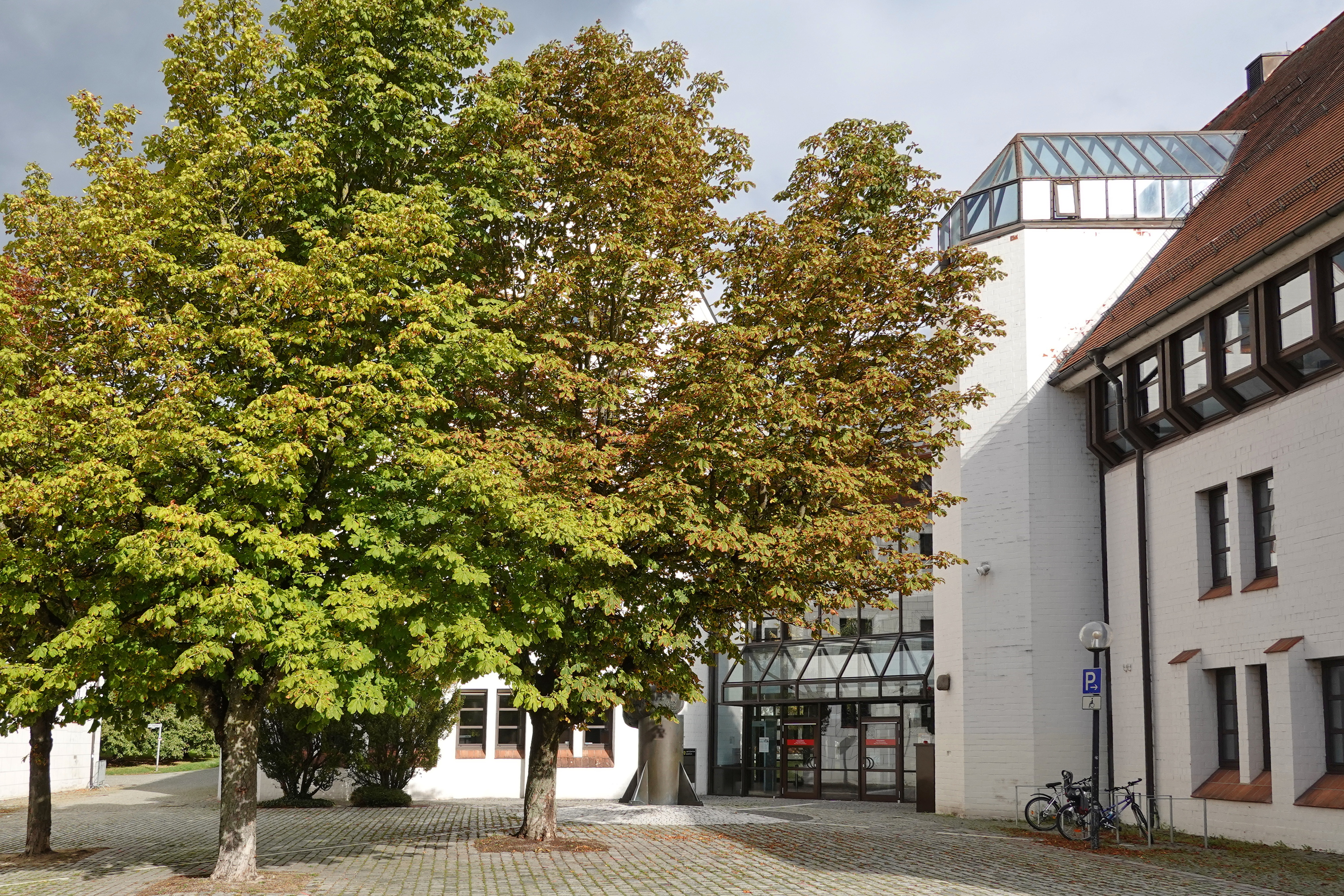
Gebäude Zeughausgasse 14

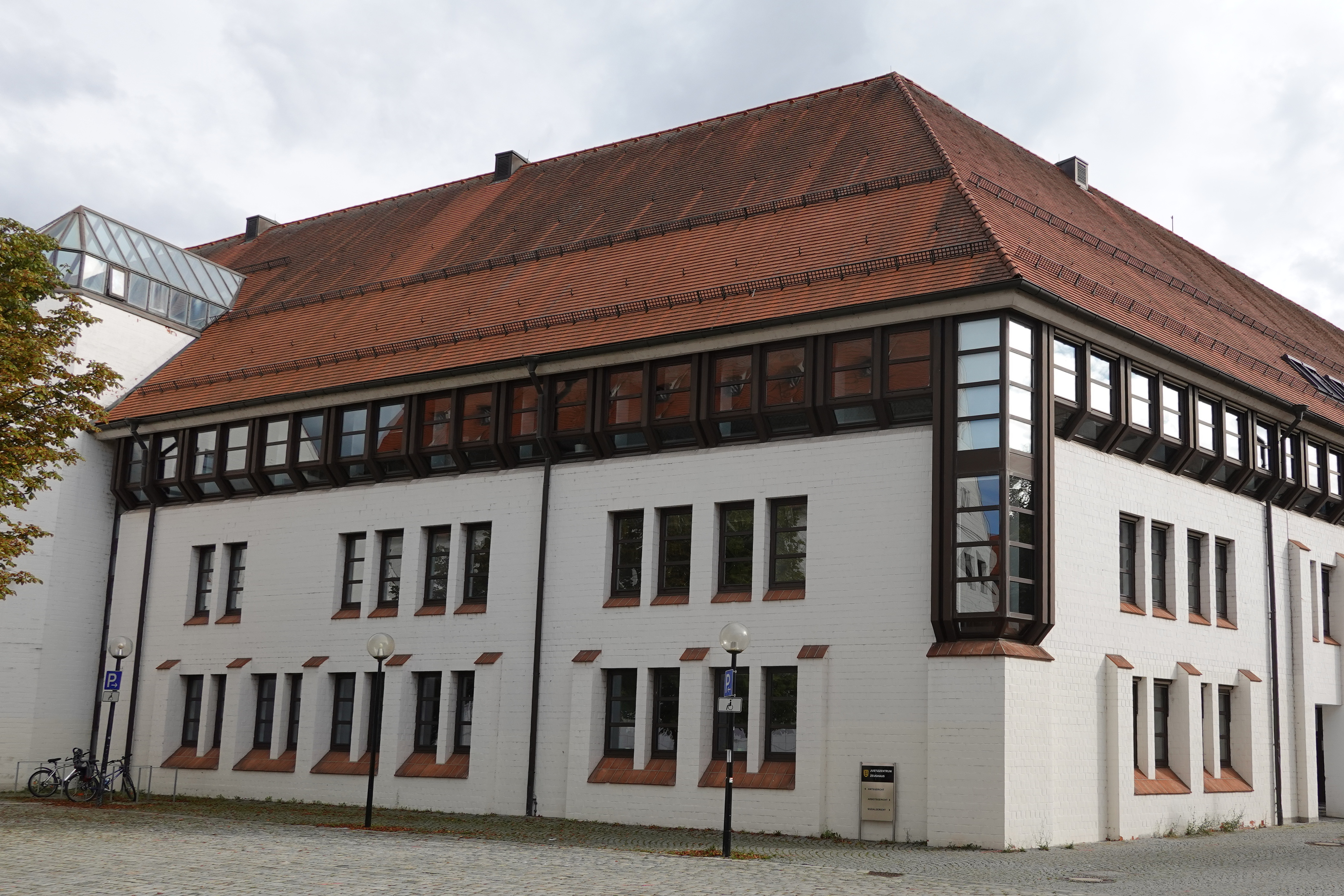
Gebäude Zeughausgasse 14

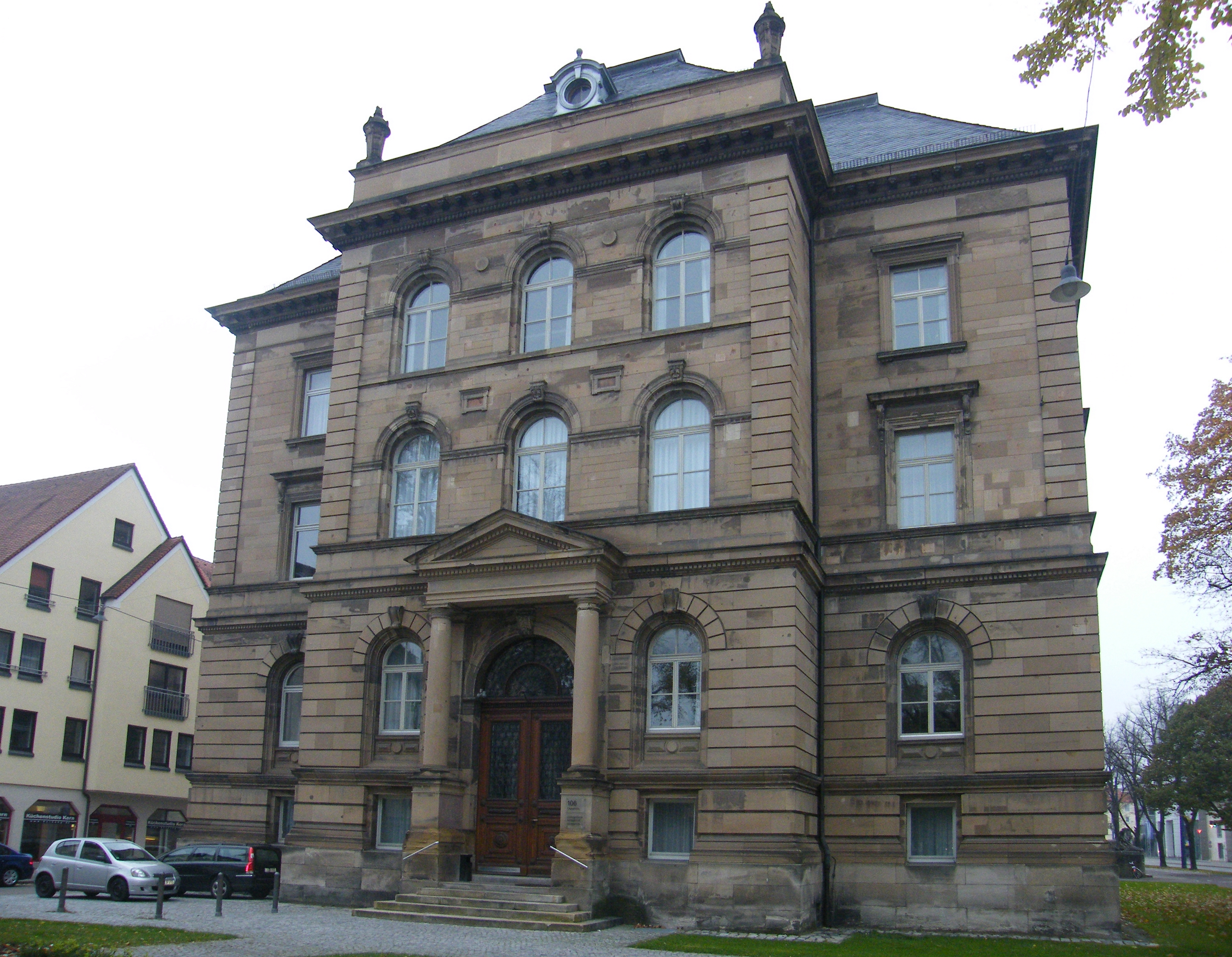
Amts- und Landgericht Olgastraße 6 (östlicher Gebäudeteil)

Das Amtsgericht Ulm ist eines von 108 Amtsgerichten in Baden-Württemberg. Es ist ein Gericht der ordentlichen Gerichtsbarkeit und im Justizzentrum Zeughaus und im Gebäude des Landgerichts an der Olgastraße untergebracht.

## Amtsgerichtsbezirk und juristische Untergliederung
Der Bezirk des Amtsgerichts Ulm umfasst die Stadt Ulm sowie vom Alb-Donau-Kreis die Städte und Gemeinden Altheim (Alb), Amstetten, Asselfingen, Ballendorf, Balzheim, Beimerstetten, Berghülen, Bernstadt, Blaubeuren, |Blaustein, Börslingen, Breitingen, Dietenheim, Dornstadt, Erbach, Heroldstatt, Holzkirch, Hüttisheim, Illerkirchberg, Illerrieden, Laichingen, Langenau, Lonsee, Merklingen, Neenstetten, Nellingen, Nerenstetten, Öllingen, Rammingen, Schnürpflingen, Setzingen, Staig, Weidenstetten, Westerheim und Westerstetten mit ungefähr 243.000 Menschen. Im Gebäude an der Olgastraße 106 werden nur noch Strafsachen und Ordnungswidrigkeiten bearbeitet. Die anderen Abteilungen befinden sich im Justizzentrum Zeughaus in der Zeughausgasse 14.
Das Amtsgericht ist erstinstanzliches Zivil-, Familien- und Strafgericht. Außerdem wird hier das Handels-, Vereins- und Güterrechtsregister geführt. Als Vollstreckungsgericht ist es zuständig für alle Vollstreckungssachen, bei denen der Schuldner seinen Wohnsitz im Gerichtsbezirk hat.

## Geschäftsbereiche
In den Zuständigkeitsbereich des Amtsgerichts Ulm fallen folgende Tätigkeiten: Adoptionen, Bereitschaftsdienst, Betreuungen, Bußgeldverfahren, Familiensachen, Gerichtszahlstelle, Hinterlegungen, Insolvenzen, Rechtsantragstelle, Registersachen, Schuldnerverzeichnis, Strafsachen, Unterbringung, Verschollenheitssachen, Vormundschaftssachen, Wohnungseigentum, Zivilsachen, Zwangsversteigerung und Zwangsvollstreckung. (Laut Eigendarstellung: Betreuungsabteilung, Familienabteilung, Freiwillige Gerichtsbarkeit, Grundbuchamt, Insolvenzabteilung, Nachlassabteilung, Registerabteilung, Strafabteilung, Zivilabteilung und Zwangsvollstreckungsabteilung.)
Dem Amtsgericht sind 13 Gerichtsvollzieher zugeordnet.

## Übergeordnete Gerichte
Im Instanzenzug übergeordnet sind dem Amtsgericht Ulm das Landgericht Ulm, das Oberlandesgericht Stuttgart und der Bundesgerichtshof.

## Der Gebäudekomplex Olgastraße
Das Haus, 1894 bis 1898 errichtet, ist im Stil der italienischen Renaissance ausgeführt und geht auf Entwürfe der Architekten von Bok und von Sauter zurück. An dieser Stelle verlief zuvor ein Teil der Stadtbefestigung.
Es handelt sich um eine ausgedehnte mehrflügelige Anlage mit einem repräsentativen Eingangsportal in der Olgastraße. Beiderseits der breiten Freitreppe hat der Bildhauer Georg Rheineck je einen Löwen modelliert. Der Baukomplex besitzt vier Etagen und ein ausgebautes Dachgeschoss und umfasst eine Nutzfläche von rund 2400 m². Die Fassade ist aus Sandstein gefertigt.
Die Fensterreihen in der zweiten Etage sind als Rundbogenfenster ausgebildet, zwischen der dritten und vierten Etage läuft ein Sims um das gesamte Gebäude. 
Neben dem Portal begrüßen die allegorischen Figuren der Themis und der Dike die Besucher des Hauses. Sie versinnbildlichen die schützende und die strafende Gerechtigkeit und stammen aus der Werkstatt des Hofbildhauers Karl Federlin. Mittig über dem Portal befindet sich eine Wappenkartusche, die eine Abwandlung des Baden-Württembergischen Wappens (Geweihe und laufende Löwen) darstellt. Der Wappenschild ist mit Blumenornamenten umrahmt.
Sechs Säulen, die über zwei Etagen reichen, gliedern den Eingangsbereich. Oben auf der Attika stehen die von den Bildhauern Donndorf und Bausch geschaffenen Frauenstatuen als Symbole der Gottesfurcht, Standhaftigkeit, Friedfertigkeit, Wahrhaftigkeit, Weisheit und Besonnenheit.